# Thurso (Quebec)
Thurso es una ciudad de la provincia de Quebec, Canadá. Está ubicada en el municipio regional de condado de Papineau y a su vez, en la región administrativa de Outaouais. Hace parte de las circunscripciones electorales de Papineau a nivel provincial y de Argenteuil-Papineau-Mirabel a nivel federal.

## Geografía
Thurso se encuentra ubicada en las coordenadas 45°36′00″N 75°15′00″O / 45.60000, -75.25000. Según Statistique Canada, tiene una superficie total de 6,27 km² y es una de las 1134 municipalidades en las que está dividido administrativamente el territorio de la provincia de Quebec.

## Demografía
Según el censo de Canadá de 2011, había 2455 personas residiendo en esta ciudad con una densidad de población de 391,8 hab./km². Los datos del censo mostraron que de las 2299 personas censadas en 2006, en 2011 hubo un aumento poblacional de 256 habitantes (6.8%). El número total de inmuebles particulares resultó de 1075 con una densidad de 171,45 inmuebles por km². El número total de viviendas particulares que se encontraban ocupadas por residentes habituales fue de 1042.